# Bion din Abdera
A nu se confunda cu Bion din Smirna.
Bion din Abdera (în greacă: Βίων ὁ Ἀβδηρίτης) a fost un matematician din Grecia antică, discipol al lui Democrit.
S-a născut în Abdera, Tracia și a scris în dialectele ionic și attic. A trăit în sec. IV sau III î.Hr. 
Din nefericire, scrierile sale nu au supraviețuit timpului.
A susținut că la poli este lumină și întuneric câte 6 luni din an, în mod continuu, lucru deosebit pentru acea vreme.